# 635 Vundtia
635 Vundtia је астероид главног астероидног појаса. Приближан пречник астероида је 98,24 ,
а средња удаљеност астероида од Сунца износи 3,140 астрономских јединица (АЈ).
Инклинација (нагиб) орбите у односу на раван еклиптике је 11,029 степени, а орбитални период износи 2032,965 дана (5,565 година). Ексцентрицитет орбите астероида износи 0,076.
Апсолутна магнитуда астероида износи 9,01 а геометријски албедо 0,045.
Астероид је откривен 9. јуна 1907. године.